# وقتی شوالیه‌ها ضعیف بودند
وقتی شوالیه‌ها ضعیف بودند (انگلیسی: When Knights Were Cold) یک فیلم کمدی صامت آمریکایی است که در سال ۱۹۲۳ منتشر شد. از بازیگران این فیلم می‌توان به استن لورل، می دالبرگ، استنهوپ ویتکرافت و بیلی آمسترانگ اشاره کرد.